# Минные заградители типа «Хямеенмаа»
Минные заградители типа «Хямеенмаа» (фин. Hämeenmaa-luokan miinalaiva) — серия из двух минных заградителей ледового класса ICE-1A ВМС Финляндии.
Корабли имеют стальной корпус и надстройку из лёгких сплавов. При разработке впервые в Финляндии использовались элементы стелс-технологии. Наряду с постановкой мин может выполнять функции корабля эскорта, транспорта и судна снабжения.

## История
Контракт на постройку минных заградителей первоначально был заключён с компанией «Вяртсиля», однако после банкротства подрядчика передан фирме «Холлминг» (Hollming). В начале 1992 года «Холлминг» объединил свои кораблестроительные мощности с «Раума» (Rauma Yards), образовав компанию «Финнярдз» (Finnyards).

## Модернизация

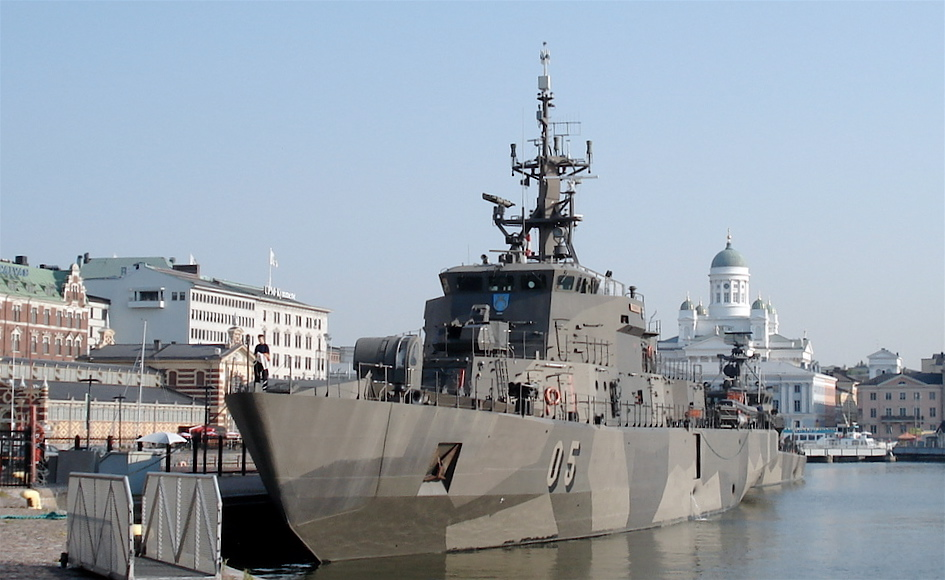
«Уусимаа», Хельсинки, 08.08.2006

Оба корабля были модернизированы в 2006-2008 годах. Целью модернизации была установка современного электронного оборудования и обеспечение участия кораблей в международных операциях «Европейская безопасность и оборона» (European Security and Defence Policy). Корабли были оснащены оружейными системами (включая ЗРК Umkhonto), предназначенными для катеров на воздушной подушке типа «Туули» (англ. Tuuli class hovercraft), строительство которых было прекращено в 2003 году. Корабли получили новые системы управления огнём Saab 9LV325E, обзорный радар EADS TRS3D-16ES, буксируемую ГАС Kongsberg ST240, стационарную ГАС Simrad SS2030 и другое оборудование.
В процессе модернизации 40-мм артиллерийская установка «Бофорс» была заменена 57-мм АУ той же фирмы, контейнерная пусковая установка на 6 ЗУР «Мистраль» была заменена УВП на 8 ЗУР «Умхонто».
После модернизации корабли способны выполнять широкий спектр функций: разведка, минные постановки, противолодочная оборона. В рамках европейского военного сотрудничества эти корабли осуществляют мониторинг Балтийского флота России.

## Состав серии
| Номер | Название  | Верфь     | Заложен    | Спущен     | В строю    | Модерни- зирован | Порт   |
| ----- | --------- | --------- | ---------- | ---------- | ---------- | ---------------- | ------ |
| 02    | Hämeenmaa | Finnyards | 02.04.1991 | 11.11.1991 | 15.04.1992 | 13.04.2007       | Pansio |
| 05    | Uusimaa   | Finnyards | 12.11.1991 | 06.1992    | 02.12.1992 | 26.10.2007       | Pansio |